# Население на Бурунди
Населението на Бурунди според последното преброяване от 2008 г. е 8 053 574 души.
С гъстота на населението от 206 души на км² Бурунди се нарежда на второ място в Субсахарна Африка. По-голямата част от населението живее във ферми, близо до площи с плодородна вулканична почва.
Главните етнически групи в населението на Бурунди са бахуту (хуту), батутси или батуси (тутси) и батуа (туа). Най-масово говореният език в страната е кирунди.
Бракосъчетанията най-често се осъществяват между тутси и хуту. Названията пастири за хуту и земеделци за тутсите често се използват за етническо обозначаване на двата етноса.
Статистиката е според дании на CIA World Factbook.

## Численост
Численост на населението според преброяванията през годините:
| Година | Численост |
| 1979   | 4 028 420 |
| 1990   | 5 292 793 |
| 2008   | 8 053 574 |

## Население
Брой на населението: 8 090 068 (юли 2006)

### Възрастова структура
0-14 години: 46,3 % (мъже 1 884 825, жени 1 863 200)
15-64 години: 51,1 % (мъже 2 051 451, жени 2 082 017)
65 години и повече: 2,6 % (мъже 83 432, жени 125 143) (2006)

### Средна възраст
общо: 16,6 години
мъже: 16,4 години
жени: 16,9 години (2006)

### Темп на приръст
3,7 % (2006)

### Раждаемост
42,22 раждания / 1000 души население (2006)

### Смъртност
13,46 смъртни случая / 1000 души население (2006)

### Иимиграционен ръст
8,22 имигранти / 1000 души население (2006)

### Полово съотношение
при раждане: 1,03 мъже на 1 жена
под 15 години: 1,01 мъже/жена
15-64 години: 0,99 мъже/жена
65 години и повече: 0,67 мъже/жена
за цялото население: 0,99 мъже/жена (2006)

### Детска смъртност
общо: 63,13 смъртни случая / 1000 раждания
мъже: 70,26 смъртни случая / 1000 раждания
жени: 55,79 смъртни случая / 1000 раждания (2006)

### Средна продължителност на живота
общо: 51,29 години
мъже: 50,48 години
жени: 52,12 години (2007)

### Коефициент на плодовитост
- 6,48 родени деца/жена (2007)
- 6,33 родени деца/жена (2009)

### СПИН
заразено население: 6% (2003)
живеещи с вируса: 250 000 (2003)
смъртни случаи: 25 000 (2003)

### Заразни болести
степен на риск: много висок
хранителни и воднопреносими заболявания: бактериална диария, хепатит A и коремен тиф
други заболявание: малария (2005)

### Етнически групи
хуту (банту) – 85 %,
тутси – 14 %,
туа (пигмеи) – 1 %,
европейци – 7000,
южноазиатци – 2000

### Религия
християнство – 67 %
католицизъм – 62 %,
протестантство – 5 %
местни вярвания – 22,9 %
ислям – 10 %
будизъм – 0,1 %

### Езици
кирунди (официален)
френски (официален)
суахили (край езерото Танганика и столицата Бужумбура)

### Грамотност
Определение: над 15-годишна възраст, хора способни да четат и пишат.
общо: 51,6%
мъже: 58,5%
жени: 45,2% (2003)